# Куала-Кедах
Куала-Кедах — невелике місто в штаті Кедах у Малайзії. Порт на Бенгальській затоці. З'єднаний поромною переправою з островами Лангкаві. Місто фактично є портовим передмістям столиці штату Алор-Сетару, розташовано в 10 кілометрах на північний захід.
Основною туристичною принадою міста є форт Куала-Баханг, побудований у XVIII столітті для захисту султанату Кедах від атаки з моря, а в кінці XX століття перетворений на музей. Єдиний малайзький форт, який зберігся у гарному стані до наших днів.

## Рання історія
Місто засноване на початку XVII століття за правління султана Кедаху Сулеймана Шаха II за участі португальців. Спочатку воно являло собою прибережну факторію та торговельне містечко. В середині XVII сторіччя було побудовано перший форт, озброєний близько 30 португальськими гарматами. Місто займало стратегічну позицію, через що на нього багато разів нападали сіамці, ачехці, буги, суматранці тощо.

## Форт
Форт розташований на правому березі гирла річки Кедах, на приморській низині з мулистим ґрунтом. Форт почали будувати за наказом султана Кедаху Абдулли Мукаррама Шаха у 1771 році. До цього на тому ж місці був португальський форт, споруджений у XVII столітті, але був зруйнований в результаті війн з Сіамом та Ачехом. Будували з цегли, яку виготовляли з глини та піску на місці будівництва, скріплювали розчином з яєць, меду та піску. На будівництві застосовували найманих робітників з Індії.
Будівництво форту було завершено 1780 року. Для його озброєння султан закупив у Британії низку важких гармат, серед яких дві великі з триметровими стовбурами. З північного боку для захисту форту вирили оборонний рів, а з південного боку форт прикрили земляним валом шириною 6 метрів, укріпленим цегляною стіною. В'їзд до форту здійснювався через Східні ворота. Пізніше було добудовано так звані «нові» або «британські» ворота. Західна стіна, яка виходила на море, ймовірно, теж мала ворота. Вона була зруйнована морськими хвилями, а в другій половині XX століття відновлена за допомогою гранітних брил з острова Паяр.

### Музей
Музей на території відреставрованого форту відкрито 1999 року. Він розташований у будівлі 1909 року спорудження, у якій за британських часів була адміністрація форту та навчальні приміщення, а за часів японської окупації тренувалися військові.

## Порт
Поромний термінал з'єднує Куала-Кедах з портами Куала-Перліс, островів Пенанг та Лангкаві.
У 2017 році з'явилися повідомлення, що китайські інвестори готові вкласти у побудову нового риболовецького терміналу в порту Куала-Кедаху 1 млрд доларів США. Цей термінал планується зробити базою для суден, які ловлять тунця в Індійському океані.